# Alberto Guidi
Alberto Guidi (Firenze, 26 febbraio 1916 – 18 aprile 1973) è stato un politico italiano.